# Ковалик Ганна Миколаївна
Ганна Миколаївна Ковалик (нар. 22 січня 1952, село Осокорівка, тепер Нововоронцовського району Херсонської області) — українська радянська діячка, завідувачка молочнотоварної ферми колгоспу «Україна» Нововоронцовського району Херсонської області. Депутат Верховної Ради УРСР 10—11-го скликань.

## Біографія
Освіта середня.
У 1970—1978 роках — доярка колгоспу «Україна» Нововоронцовського району Херсонської області.
Член КПРС з 1976 року.
З 1978 року — завідувачка молочнотоварної ферми колгоспу «Україна» Нововоронцовського району Херсонської області.
Потім — на пенсії в селі Осокорівка Нововоронцовського району Херсонської області.

## Нагороди
- ордени
- медалі